# Nuclei cerebeloși profunzi
Cerebelul conține patru nuclei cerebeloși profunzi (intracerebeloși) încapsulați în substanța albă din centrul său.

## Aferențe
Nucleii primesc aferențe inhibitoare (GABAergice) de la celulele Purkinje din cortexul cerebelos și aferențe excitatoare (glutamatergice) de la fibrele mușchiforme și cățărătoare.

## Nuclei specifici
Dinspre partea laterală spre cea medială, cei patru nuclei profunzi sunt cei dințați, emboliformi, globoși și fastigiali. Unele animale, printre care și oamenii, nu au nuclei globoși și emboliformi distincți, ci, în loc, un nucleu fuzionat numit nucleus interpositus. În animalele cu nuclei emboliformi și globoși distincți, termenul de nucleu interpositus este folosit pentru referirea la comun la acești doi nuclei.

## Topografie
În general, fiecare pereche de nuclei profunzi este asociată cu o regiune corespunzătoare a anatomiei suprafeței cerebelului.

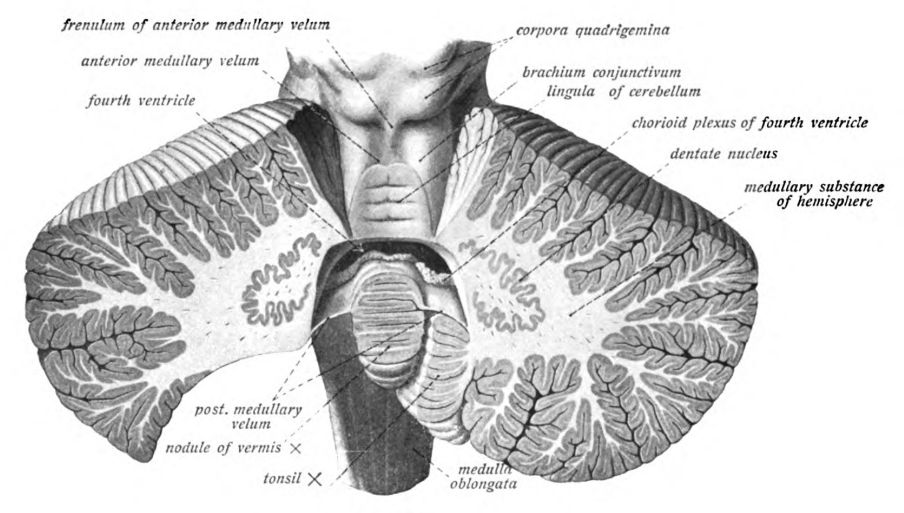
Secțiune transversală a cerebelului uman, prezentând nucleul dințat și ventriculul IV
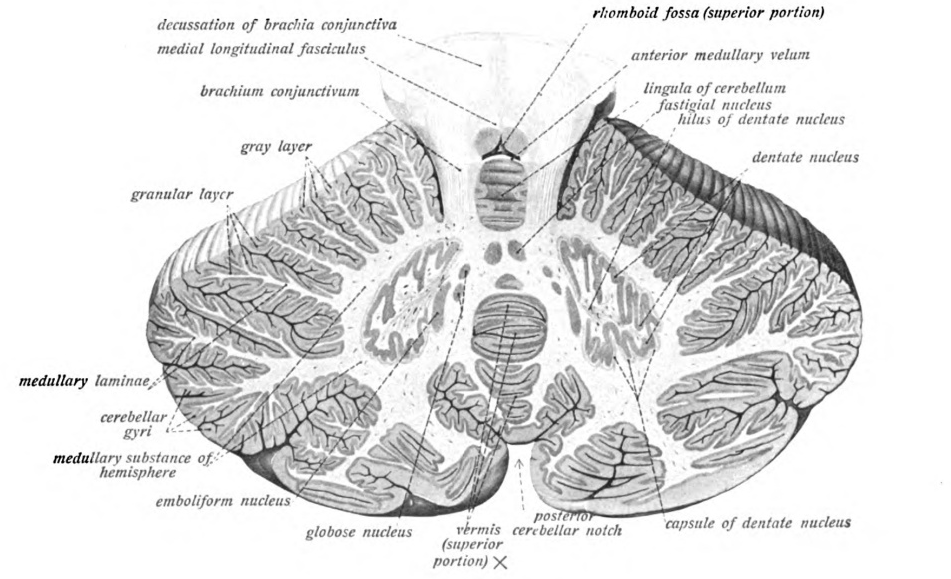
Secțiune transversală a cerebelului uman, prezentând nucleul dințat și vermisul

- Nucleii dințați se află în adâncul emisferelor laterale;
- Nucleii globos și emboliform (cumulat, nucleus interpositus) se află în zona paravermală (intermediară);
- Nucleii fastigiali se află în vermis.